# Aegyssus
Aegyssus este un sit arheologic aflat pe teritoriul municipiului Tulcea. În Repertoriul Arheologic Național, monumentul apare cu codul 159623.01.

Ansamblul este format din următoarele monumente:
- Așezare medievală (cod LMI TL-I-m-A-05718.01)
- Cetatea Aegyssus (cod LMI TL-I-m-A-05718.02)
- Așezare civilă Aegyssus (cod LMI TL-I-m-A-05718.03)
- Necropola cetății Aegyssus (cod LMI TL-I-m-A-05718.04)
- Cetatea romană (cod LMI TL-I-m-A-05718.05)
- Cetate (cod LMI TL-I-m-A-05718.06)